# 景德镇古窑民俗博览区
29°17′10″N 117°10′44″E / 29.28611°N 117.17889°E
景德镇古窑民俗博览区位于中国江西省景德镇市昌江区瓷都大道古窑路1号，是以清代古窑——镇窑为基础建设而成的陶瓷文化博览区，国家5A级旅游景区、国家文化产业示范基地、国家级非物质文化遗产生产性保护示范基地。
镇窑是罕见的保存完好的古窑，已被列为全国重点文物保护单位。在镇窑旁边还有清代建筑风火仙师庙，供奉风火仙师童宾，童宾是明代万历年间景德镇的烧窑把桩师傅，在烧造御器大龙缸时献身，被后人奉为窑神。风火先师庙已被列为景德镇市文物保护单位。
在博览区内有迁建的古代民居建筑群——明园、清园。明园（明闾）由夏田闾门、瑶里商店、五股祠堂、汪柏故居、金达故居、汪柏弟宅、桃墅汪宅等7栋明代建筑组成。清园由4栋清代建筑组成，分别是玉华堂、天后宫、祖师庙和大夫第。明园和清园建筑群2000年被列为江西省文物保护单位，其中明园在2013年被列为全国重点文物保护单位。
2014年中国文化遗产日主场城市景德镇市闭幕式在古窑民俗博览区内举行，同时举行镇窑复烧仪式。
- 镇窑
- 明园
- 清园